# Kansas (Alabama)
Pour les articles homonymes, voir Kansas (homonymie).
Kansas est une municipalité américaine située dans le comté de Walker en Alabama.
Selon le recensement de 2010, sa population est de 226 habitants. La municipalité s'étend sur 1,02 milles carrés (2,64 km2).
Le premier bureau de poste local est établi en 1855. Un siècle plus tard, Kansas devient une municipalité. Elle doit probablement son nom à l'État du Kansas.

## Démographie
| 1960 | 1970 | 1980 | 1990 | 2000 | 2010 | - | - |
| ---- | ---- | ---- | ---- | ---- | ---- | - | - |
| 211  | 227  | 267  | 230  | 260  | 226  | - | - |